# A Sense of Purpose
A Sense of Purpose är det nionde studioalbumet i fullängd av melodisk death metal-bandet In Flames från Göteborg. Albumet gavs ut i mars/april 2008. 
Under hösten 2007 spelade bandet in skivan i sin egen studio, IF Studio i Göteborg. På bandets MySpace-sida kunde inspelningsarbetet följas i en videoblogg med start 10 september 2007.
Albumet gavs ut av Toys Factory i Japan 26 mars, Koch Records i USA 1 april, samt av Nuclear Blast i Sverige 2 april och i övriga Europa 4 april. En begränsad upplaga, 1 500 exemplar, som gavs ut samtidigt med den europeiska utgåvan innehåller även en 160 minuters DVD från inspelningen och annat bonusmaterial. En EP och en första singel från albumet, The Mirror's Truth, gavs ut i mars 2008. Övriga låtar på EP:n, "Eraser", "Tilt" och "Abnegation", är inte med på albumet, förutom som bonusspår på den japanska utgåvan. Andra singeln från albumet blev spåret "Alias". En video till singeln har spelats in och producerats av Patric Ullaeus. Som nästa singel släpptes "Disconnected".
I mars 2009 utgavs den fjärde singeln, Delight and Angers, från albumet och därtill en video, återigen regisserad av Patric Ullaeus. Videon är gjord från liveupptagningar av höstens spelningar i Lisebergshallen i Göteborg.
Texterna är skrivna av Anders Fridén och musiken av Björn Gelotte och Jesper Strömblad. A Sense of Purpose är det sista albumet med originalmedlemmen och gitarristen Jesper Strömblad som lämnade bandet 2010. Gästmusiker är Örjan Örnkloo på keyboard och programmering. Omslag för albumet och första singeln är skapade av Alex Pardee från ZeroFriends. Pardee har tidigare bland annat designat albumomslag för The Used och Aidens Conviction.

## Bonusspår
- "Eraser" (bonuslåt på den japanska utgåvan)
- "Tilt" (bonuslåt på den japanska utgåvan)
- "Abnegation" (bonuslåt på den japanska utgåvan)

## Låtlista
1. The Mirror's Truth
2. Disconnected
3. Sleepless Again
4. Alias
5. I'm The Highway
6. Delight And Angers
7. Move Through Me
8. The Chosen Pessimist
9. Sober and Irrelevant
10. Condemned
11. Drenched In Fear
12. March To The Shore

### Singlar
1. The Mirror's Truth
2. Alias
3. Disconnected
4. Delight and Angers

## Spårlista DVD (Videoblogg)
1. Introductions
2. The Boat Trip
3. Drums. Drums Drums
4. Bass. Booze & Balls
5. Guitars Sweatshop
6. Diggin' in the Dirt
7. Are we there yet?
8. High Stakes
9. Guitar Smorgasbod
10. Rollin'
11. Bare to the Bone(s)
12. This is the End

## Banduppsättning
- Anders Fridén - sång
- Daniel Svensson - trummor
- Peter Iwers - bas
- Jesper Strömblad - gitarr
- Björn Gelotte - gitarr

### Gästmusiker
- Örjan Örnkloo - keyboard och programmering